# Thanh khoản (hải quan)
Bài này viết về cách hiểu thanh khoản trong lĩnh vực Hải quan.Về thanh khoản trong các lĩnh vực khác, xem Thanh khoản.
Trong hải quan, thanh khoản được hiểu là thanh quyết toán, hoàn thuế, không thu thuế nguyên vật liệu nhập khẩu. Hồ sơ thủ tục thanh khoản công ty thực hiện theo các văn bản sau:
- Thông tư số: 112/2005/TT-BTC ngày 15/12/2005 của Bộ Tài chính hướng dẫn về thủ tục hải quan, kiểm tra, giám sát hải quan. Lưu trữ ngày 4 tháng 4 năm 2007 tại Wayback Machine
- Thông tư số: 113/2005/TT-BTC ngày 15/12/2005 của Bộ Tài chính hướng dẫn thi hành thuế xuất khẩu, thuế nhập khẩu. Lưu trữ ngày 29 tháng 9 năm 2007 tại Wayback Machine
- Quyết định số: 929/QĐ-TCHQ ngày 25/05/2006 của Tổng cục trưởng Tổng cục Hải quan về việc ban hành quy trình nghiệp vụ quản lý đối với nguyên vật liệu nhập khẩu để sản xuất hàng xuất khẩu. Lưu trữ ngày 27 tháng 9 năm 2007 tại Wayback Machine
- Quyết định số: 69/2004/QĐ-BTC ngày 24/08/2004 của Bộ trưởng Bộ Tài chính quy định về thủ tục hải quan đối với hàng hoá gia công với thương nhân nước ngoài. Lưu trữ ngày 12 tháng 10 năm 2006 tại Wayback Machine
- Thông tư số: 116/2008/TT-BTC ngày 04/12/2008 của Bộ Tài chính Quy định thủ tục Hải quan đối với hàng hóa gia công với thương nhân nước ngoài (Thay thế QĐ số 69/2004/QĐ-BTC ngày 24/8/2004 của Bộ trưởng bộ Tài chính). Lưu trữ ngày 29 tháng 4 năm 2009 tại Wayback Machine